# Phaeoramularia levieri
Phaeoramularia levieri är en svampart som först beskrevs av Paul Wilhelm Magnus, och fick sitt nu gällande namn av U. Braun 1997. Phaeoramularia levieri ingår i släktet Phaeoramularia och familjen Mycosphaerellaceae.   Inga underarter finns listade i Catalogue of Life.